# Blair Connor
Pour les articles homonymes, voir Connor.

a Compétitions nationales et continentales officielles uniquement.

b Matchs officiels uniquement.
Dernière mise à jour le 5 mai 2019.
Blair Connor, né le 29 septembre 1988 à Brisbane, est un joueur australien de rugby à XV qui joue au poste d'ailier et occasionnellement au centre. Entre 2010 et 2020, il évolue au sein du club de l'Union Bordeaux Bègles. 
Blair Connor est également passionné par le surf.

## Biographie
Blair Connor commence sa carrière avec les Ballymore Tornadoes dans l'Australian Rugby Championship. Il y joue 8 matches et inscrit trois essais.  
Toutefois il hésite longuement entre le rugby et le surf, son autre passion.  
Après réflexion il opte pour le ballon ovale. En 2007, il porte le maillot national australien en catégorie junior. Lors de la Coupe du monde des moins de 19 ans en 2007, il inscrit 4 essais en 3 rencontres.
Il signe en 2008 un contrat avec la franchise des Queensland Reds pour disputer le Super 14. Lors de sa première saison, Blair Connor, alors âgé de 20 ans, participe à 6 matches pour un essai. Il participe avec l'équipe nationale des moins de 20 ans à 5 matchs du Championnat du monde junior 2008, inscrivant 2 essais.
Sa seconde saison chez les Reds est plus compliquée, notamment à cause de blessures, et se pose la question d'une fin de carrière.

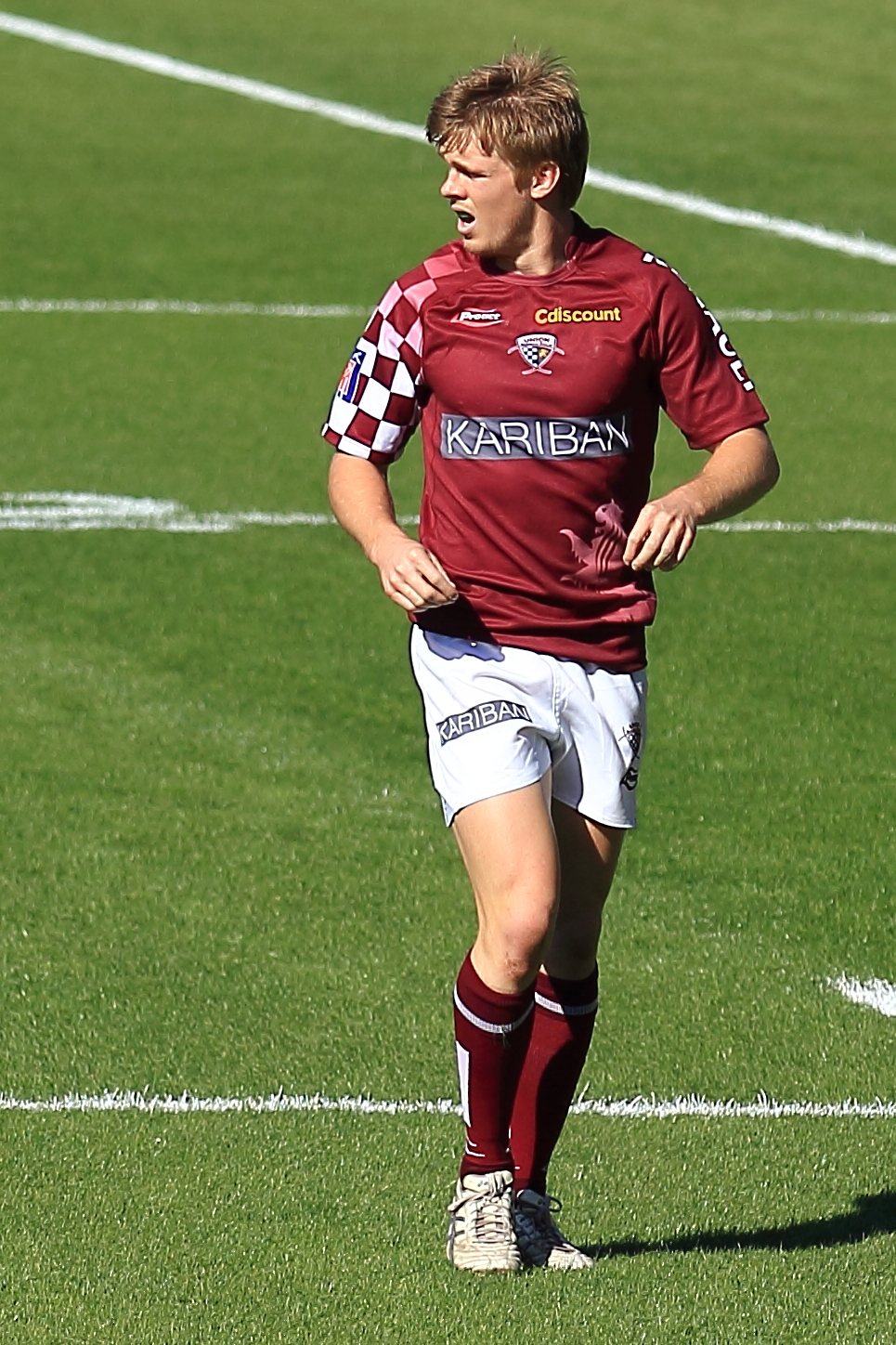
Blair Connor sous le maillot de l'UBB.

En 2010, il annonce son départ pour la France après avoir signé un contrat de deux ans avec l'Union Bordeaux Bègles qui joue en Pro D2, où il sera l'une des grandes révélations de la saison 2010-2011. Sa nouvelle carrière professionnelle en France met un frein à ses possibilités d'intégrer l'équipe des Wallabies.
Le club bordelais remporte finalement les barrages et accède au Top 14. À l'occasion de la saison 2011-2012, il est l'un des meilleurs marqueurs d'essais du championnat avec 7 réalisations.
En novembre 2016, il est sélectionné dans l'équipe des Barbarians français pour affronter une sélection australienne au stade Chaban-Delmas de Bordeaux. Les Baa-Baas parviennent à s'imposer 19 à 11 grâce à un essai de Raphaël Lakafia à la 77e minute. Le 10 juin 2020, il annonce mettre un terme à sa carrière, à 31 ans.

## Palmarès

### Distinction personnelle
- Oscar Midi olympique en décembre 2015
- Oscar Barbarians en février 2017

## Statistiques
| Saison    | Équipe                | Championnat                   | Matchs | Essais | Total points |
| --------- | --------------------- | ----------------------------- | ------ | ------ | ------------ |
| 2007-2008 | Ballymore Tornadoes   | Australian Rugby Championship | 8      | 3      | 15           |
| 2008-2009 | Queensland Reds       | Super 14                      | 6      | 1      | 5            |
| 2009-2010 | Queensland Reds       | Super 14                      | 1      | 0      | 2            |
| 2010-2011 | Union Bordeaux Bègles | Pro D2                        | 27     | 2      | 10           |
| 2011-2012 | Union Bordeaux Bègles | Top 14                        | 22     | 7      | 35           |
| 2011-2012 | Union Bordeaux Bègles | Challenge européen            | 2      | 0      | 0            |
| 2012-2013 | Union Bordeaux Bègles | Top 14                        | 24     | 3      | 15           |
| 2013-2014 | Union Bordeaux Bègles | Top 14                        | 22     | 4      | 20           |
| 2013-2014 | Union Bordeaux Bègles | Challenge européen            | 1      | 0      | 0            |
| 2014-2015 | Union Bordeaux Bègles | Top 14                        | 24     | 10     | 50           |
| 2014-2015 | Union Bordeaux Bègles | Challenge européen            | 2      | 0      | 0            |
| 2015-2016 | Union Bordeaux Bègles | Top 14                        | 2      | 2      | 10           |
| 2015-2016 | Union Bordeaux Bègles | ERCC                          | -      | -      | -            |
| Total     | Total                 | Total                         | 141    | 32     | 162          |

## Aspects extra-sportifs
En septembre 2024, Blair Connor ouvre avec d'autres joueurs de l'Union Bordeaux Bègles un bar nommé Connor's Australian Sports Bar situé à Bordeaux.